# Konstsim vid panamerikanska spelen 2019
Konstsim vid panamerikanska spelen 2019 avgjordes mellan den 29 och 31 juli 2019 i Centro Aquático i Lima i Peru. Totalt tävlades det i två grenar.

## Medaljörer
| Gren | Guld | Silver | Brons |
| Par  | Kanada · Claudia Holzner · Jacqueline Simoneau | Mexiko · Nuria Diosdado · Joana Jiménez | USA · Anita Alvarez · Ruby Remati |
| Lag  | Kanada · Emily Armstrong · Catherine Barrett · Andrée-Anne Côté · Camille Fiola-Dion · Rebecca Harrower · Claudia Holzner · Audrey Joly · Halle Pratt · Jacqueline Simoneau | Mexiko · Regina Alférez · Teresa Alonso · Nuria Diosdado · Joana Jiménez · Luisa Rodríguez · Jessica Sobrino · Ana Soto · Pamela Toscano · Amaya Velázquez | USA · Anita Alvarez · Paige Areizaga · Nicole Goot · Hannah Heffernan · Daniella Ramirez · Ruby Remati · Abby Remmers · Lindi Schroeder · Emma Tchakmakjian |

## Medaljtabell
*   Värdland ( Peru)
| Nr                  | Nation              | Guld | Silver | Brons | Totalt |
| ------------------- | ------------------- | ---- | ------ | ----- | ------ |
| 1                   | Kanada              | 2    | 0      | 0     | 2      |
| 2                   | Mexiko              | 0    | 2      | 0     | 2      |
| 3                   | USA                 | 0    | 0      | 2     | 2      |
| Totalt (3 nationer) | Totalt (3 nationer) | 2    | 2      | 2     | 6      |